# Phanerotoma valentina
Phanerotoma valentina är en stekelart som beskrevs av Moreno och Jimenez 1992. Phanerotoma valentina ingår i släktet Phanerotoma och familjen bracksteklar. Inga underarter finns listade i Catalogue of Life.